# Eurosia bicolor
Eurosia bicolor là một loài bướm đêm thuộc phân họ Arctiinae, họ Erebidae.